# Заплавський (заказник)
Запла́вський — гідрологічний заказник місцевого значення у Золотоніському районі Черкаської області.

## Опис
Заказник площею 91,7 га розташовано на болоті у заплаві річки Золотоношка у с. Великий Хутір.
Як об'єкт природно-заповідного фонду створено рішенням Черкаського обвиконкому від 14.04.1983 р. № 205. Землекористувач або землевласник, у віданні якого знаходиться заповідний об'єкт — Великохутірська сільська громада.
Основною метою створення заказника є регуляція гідрологічного режиму річки Золотоношка.
Входить до складу об'єкту Смарагдової мережі UA0000329 Zolotonoshka river valley.

## Галерея

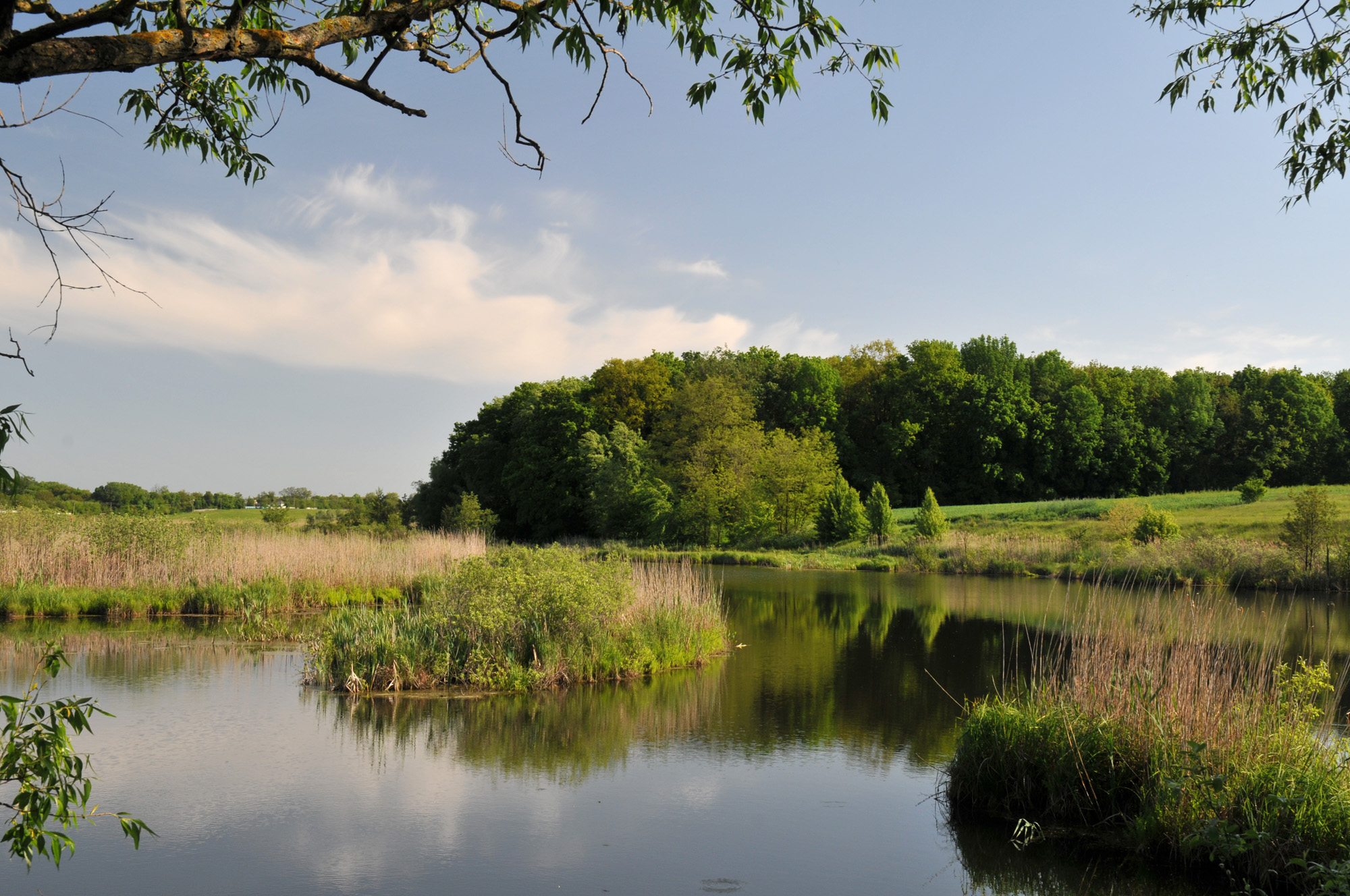